# Szlak Jana III Sobieskiego
Szlak Jana III Sobieskiego – szlak turystyczny i projekt promocyjny realizowany w województwie lubelskim, świętokrzyskim i podkarpackim.

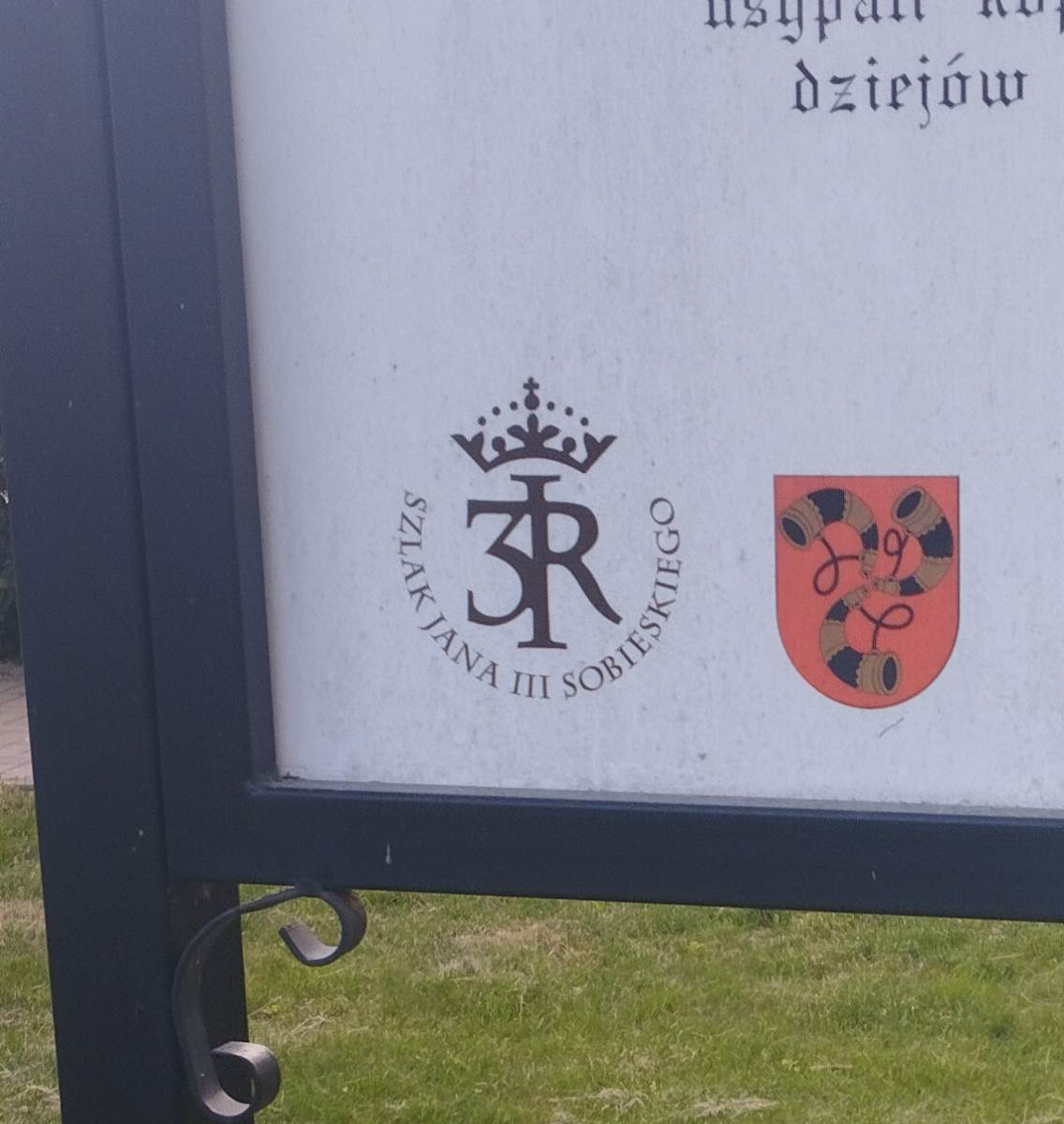
Logo Szlaku Sobieskiego (obok herbu Gminy Piaski)

## Informacje ogólne
Idea powstania projektu została zainicjowana w 2007/2008 roku na Lubelszczyźnie. Jej celem był rozwój edukacji i turystyki na obszarach, które pokonał ze swoim wojskiem w drodze na odsiecz wiedeńską król Polski, Jan III Sobieski. W założeniu ma także nawiązywać do tradycji szlacheckich rodu Sobieskich, którzy pozostawili po sobie liczne zabytki i pomniki przyrody na omawianych ziemiach.

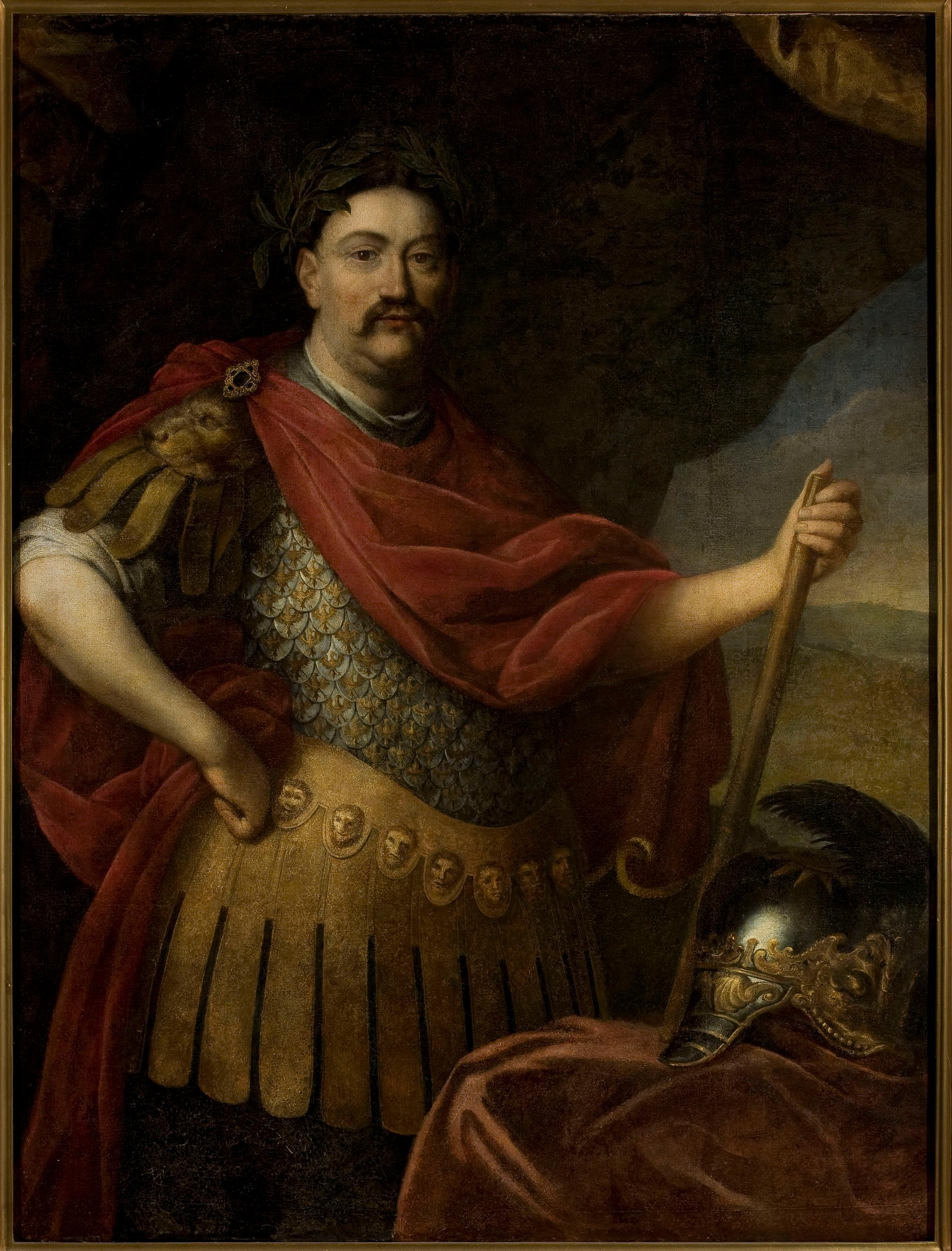
Jan III Sobieski

## Realizacja i wsparcie projektu
W latach 2011–2016 doszło do współpracy sześciu lubelskich gmin w ramach projektu. Były to: Gmina Piaski, Gmina Rybczewice, Gmina Gorzków, Gmina Spiczyn, Gmina Wólka i Gmina Mełgiew. Całość otrzymała dofinansowanie ze strony Szwajcarii w wysokości 6 mln franków szwajcarskich w ramach programu współpracy z nowymi krajami członkowskimi Unii Europejskiej. W 2014 roku w wymienionych gminach odbyła się seria widowisk historycznych. Podczas nich widzowie mieli okazję zobaczyć rekonstrukcję bitwy XVII-wiecznej, przyjrzeć się husarii, zostać zakuci w dyby oraz zagrać w grę terenową ,,Skarb Sobieskiego".
W 2018 roku fundacja Think Tank wykupiła pałac w Kijanach (powiat łęczyński), chcąc wykorzystać obiekt jako atrakcję historyczną dotyczącą Jana Sobieskiego. Licytacje nad obiektem jednak dalej trwają.

## Obiekty na Szlaku Sobieskiego
Gmina Wólka (barokowy zespół kościelny w Łuszczowie).
Gmina Mełgiew (zespół pałacowo-barokowy w Podzamczu).
Gmina Piaski (skupisko drzew w Jadwiśnie, pod którym miał postawić stół polski władca).
Gmina Rybczewice (kopia obrazu „Matka Boska Częstochowska” z kościoła par. pw. św. św. Piotra i Pawła w Częstoborowicach). 
Gmina Spiczyn (brama wjazdowa na teren parku pałacowego w Zawieprzycach).
Gmina Zagnańsk (dąb ,,Bartek").
Gmina Lubaczów (miejsce potyczek Jana Sobieskiego z Tatarami w 1672 r.).